# ウェイド・ボッグス
ウェイド・アンソニー・ボッグス（Wade Anthony Boggs, 1958年6月15日 - ）は、アメリカ合衆国ネブラスカ州オマハ出身の元プロ野球選手（三塁手）。

## 経歴

### プロ入りとレッドソックス時代

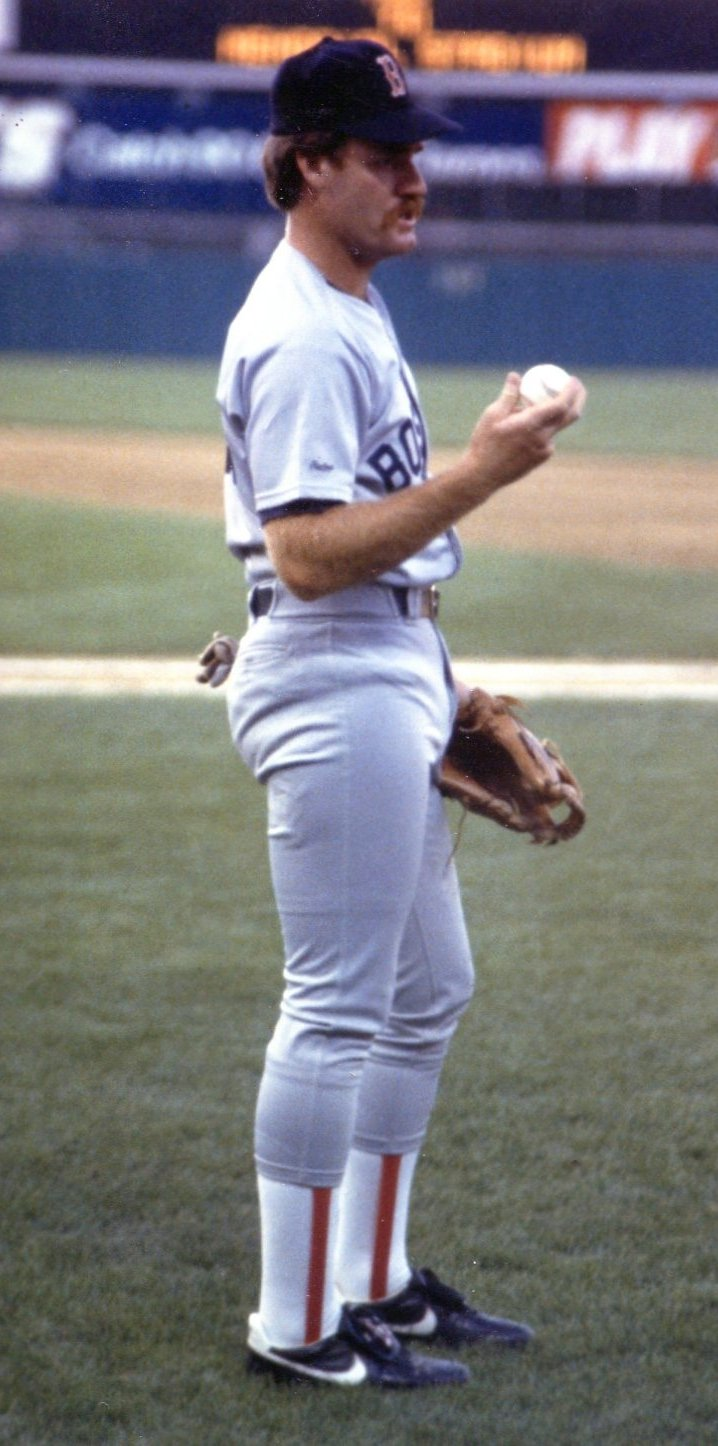
1988年 レッドソックス時代

1976年のドラフト会議でボストン・レッドソックスから7巡目に指名を受け、入団。長打こそ少ないもののマイナーリーグ時代から高い打率と出塁率を記録した。
1981年にAAA級ポータケットで打率.335、出塁率.437を記録した。
1982年4月10日のボルチモア・オリオールズ戦でメジャーデビューを果たす。当初は代打での出場が多かったが、6月後半からはレギュラーに定着。規定打席には足りなかったが、打率.349を記録し、ルーキー・オブ・ザ・イヤーの投票ではカル・リプケン・ジュニア、ケント・ハーベックに次ぐ3位に入った。
1983年は打率.361、リプケンに次ぐリーグ2位の210安打を記録し、首位打者のタイトルを獲得。出塁率.444もリーグトップで、初のシルバースラッガー賞も受賞した。
1985年にはオールスターゲームに初出場し、以後11年連続で選出された。同年は後半戦で打率.395を記録し、シーズン通算で打率.368、共にリーグトップの240安打、出塁率.450を記録し、2年ぶりの首位打者を獲得。MVPの投票では4位に入った。
1986年は打率.357、リーグトップの105四球、出塁率.453を記録。2年連続の首位打者を獲得し、チームの11年ぶりの地区優勝に貢献。カリフォルニア・エンゼルスとのリーグチャンピオンシップシリーズでは打率.233と振るわなかったが、チームは4勝3敗でエンゼルスを下しリーグ優勝。ニューヨーク・メッツとのワールドシリーズでは3勝2敗で迎えた第6戦で3安打を放つが、ビル・バックナーの失策でサヨナラ負けを喫し、第7戦も敗れて68年ぶりのワールドチャンピオンを逃した。
1987年は打率.363、自己最高の24本塁打、89打点、OPS1.049を記録し、3年連続の首位打者。1988年には本塁打は5本に減少したが、打率.366、いずれもリーグトップの45二塁打、125四球、128得点、出塁率.476を記録し、4年連続の首位打者を獲得する。チームは2年ぶりの地区優勝を果たした。当時最強を誇ったオークランド・アスレティックスとのリーグチャンピオンシップシリーズでは打率.385を記録するなど活躍したが、チームは4連敗で敗退した。
1989年は打率.330、キャリアハイの51二塁打、7年連続の200安打となる205安打を記録。しかし首位打者はカービー・パケットに譲り、5年連続のタイトルはならなかった。1990年は手首を始めとした故障に悩まされて不振に陥り、連続200安打も途切れたが、打率.302を記録する。チームは2年ぶりの地区優勝を果たし、再びアスレティックスとの顔合わせとなったリーグチャンピオンシップシリーズでは、第1戦でデーブ・スチュワートから本塁打を放つなど打率.438を記録するが、チームはまたも4連敗を喫した。
1991年は打率.332と盛り返す。
1992年はシーズンを通して調子が上がらず、キャリアワーストの打率.259に終わった。オフにフリーエージェントとなった。

### ヤンキース時代
1992年12月15日にニューヨーク・ヤンキースと契約した。
1993年は打率.302を残す。
1994年は232日間に及ぶ長期ストライキの影響でシーズンが打ち切られたが、打率.342、11本塁打、出塁率.433と全盛期並みの成績を残し、自身初のゴールドグラブ賞を受賞した。
1995年は打率.324、出塁率.412を記録し、チームのワイルドカード獲得に貢献。シアトル・マリナーズとのディビジョンシリーズでは第1戦で本塁打を放つが、チームは第5戦で逆転サヨナラ負けを喫し、2勝3敗で敗退した。
1996年は打率.311で4年連続の3割を記録、チームは15年ぶりのリーグ優勝を果たす。ポストシーズンでは打率.125に終わるが、チームはワールドシリーズでアトランタ・ブレーブスを4勝2敗で破って18年ぶりのワールドチャンピオンに輝き、念願のチャンピオンリングを手にした。
1997年は先発から外れることが多くなり、自身は104試合の出場に留まった一方、チームはワイルドカードでポストシーズンに進出する。クリーブランド・インディアンスとのディビジョンシリーズでは打率.429を記録するが、チームは2勝3敗で敗退。オフにフリーエージェントとなった。

### デビルレイズ時代
1997年12月9日に高校時代を過ごしたタンパに本拠地を置く新球団タンパベイ・デビルレイズと契約した。

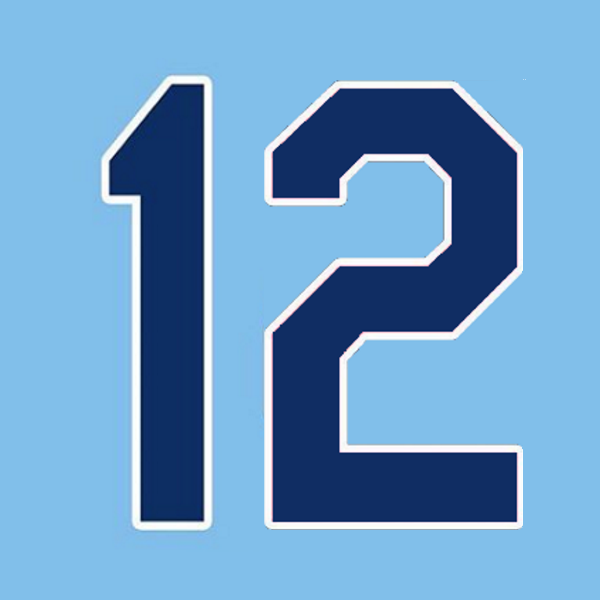
ボッグスのデビルレイズ在籍時の背番号「12」。
タンパベイ・デビルレイズの永久欠番に2000年指定。

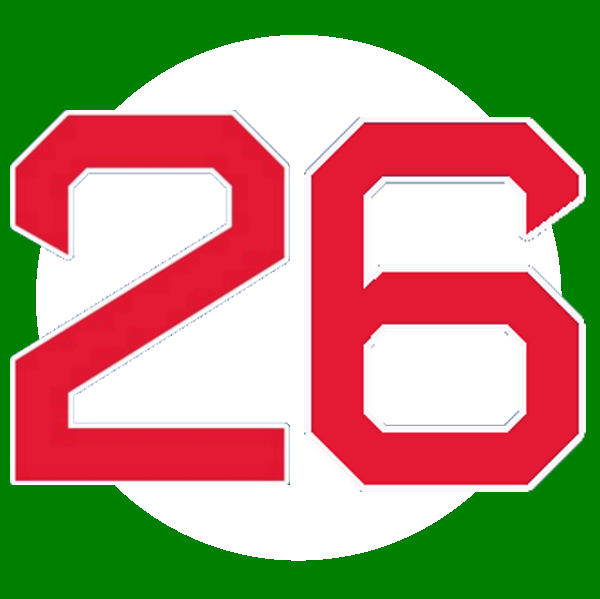
ボッグスのレッドソックス在籍時の背番号「26」。
ボストン・レッドソックスの永久欠番に2016年指定。

1998年は40歳を迎え、打率.280を記録する。
1999年8月7日のインディアンス戦で6回に2点本塁打を放ち、通算3000本安打を達成。本塁打での達成はMLB史上初だった。しかしその後に膝を故障し、8月27日を最後に戦線離脱、現役引退を表明した。

### 引退後
現役引退後、2000年に最後に所属したデビルレイズ在籍時の背番号「12」が永久欠番に指定された（ちなみに、デビルレイズで背番号12をつけたのはボッグスただ1人だけである。）。2001年は打撃コーチとしてデビルレイズに所属。1年間のみ務めた。
2005年に野球殿堂入りを果たした。その後、2015年12月に古巣レッドソックスもボッグス在籍時の背番号「26」を永久欠番に指定することを発表した。
ブルックス・ロビンソンに次ぐ12年連続で三塁手としてオールスターゲーム出場を果たしている。他にはマイク・シュミット、ジョージ・ブレットも12回出場を果たしているが、シュミットの場合は最後の1年は一塁手としての出場であり、2人とも連続ではない。

## 選手としての特徴

### 打撃
広角に打ち分ける類稀なバッティング技術が特徴の好打者だった。同時期に活躍し「安打製造機」と呼ばれたトニー・グウィンとは共通点が多く、現役時代から良く比較されていた。両者はお互いを意識し合っていた時もあり、ボッグスは「グウィンの打撃は見た。素晴らしい打者だ」と述べ、グウィンは「ボッグスの打撃は、私たちのようなパワーがない打者が目指す究極型だ」と語ったこともある。現役時代はメディアから「ウェイド・ボッグスはアメリカンリーグのトニー・グウィン」、「トニー・グウィンはナショナルリーグのウェイド・ボッグス」と並び称された。また、両者は1日違いで通算3000本安打を達成している。
グウィンは悪球でも安打にする技術を持っていたのに対して、ボッグスは悪球には決して手を出さない抜群の選球眼を持っていた。1986年から1989年にかけ、MLB記録となる4年連続200安打・100四球を残している。2ストライクまで行く事が多かった打者であり、カウント別において2ストライクの打率が0ストライク、1ストライクの打率より良い年も多い。「ア・リーグで2ストライクで最も怖い打者」と呼ばれたこともあり、全盛期は巧みな粘りを見せ、そのまま四球を選ぶ事も多々あったため、相手投手に球数を多く投げさせた。それにもかかわらず三振は少なく、1988年は719打席で125四球を記録しながら、三振はわずか34である。
レッドソックス時代は本拠地フェンウェイ・パークの左翼の狭さと、高い左翼フェンス「グリーンモンスター」を利用し、左への流し打ちで大量の二塁打を稼いだ。本人も「フェンウェイ・パーク以上に私に有利な球場はない」と語っており、ホームでの打率が極端に高い選手だった。このため、ヤンキース移籍後は二塁打が激減している。
公式戦での本塁打は多くないが、試合前の打撃練習では長打を連発しており、試合ではあえて本塁打を狙わなかったといわれる。初めてシーズンを通し3番打者で起用された1987年には、それまで最多8本だった本塁打を突如24本に伸ばした。それ以前からレッドソックスの打撃コーチが「本塁打を狙えば年間25 - 30本程度打つ力がある」と語っていたのを、ほぼ現実のものとした。
本塁打の少ない選手だったが、打率と勝負強さから相手投手からは恐れられ、6年連続・6回の敬遠数リーグ1位を記録した。連続記録・回数記録いずれもバリー・ボンズに次ぐ記録であり、1試合3敬遠のア・リーグ記録も樹立している。また、1985年から1989年にかけて5年連続出塁率リーグ1位という記録も残している。

### 守備・走塁
ポジションはほぼ三塁手専門で、他は一塁手で67試合、外野手で1試合プレーした経験がある。さらに投手として2試合、2.1イニングだけ登板したことがある。1997年8月19日には39歳ではじめてメジャーのマウンドに登り、ナックルボールで1イニングを無失点に抑えて話題になった。
守備力は平均以上の能力を持ち、守備指標の数値も良かったが、名手と呼ばれるほどではなかった。全盛期ではなくキャリア後半のヤンキース時代にゴールドグラブ賞を2回獲得している。また、全盛期は出塁率の高さを買われて主に1番打者を務めていたが、盗塁や走塁面に関しては期待されていない選手だった。

## 特筆

### 人物
ルーティーンワークを大事にする完璧主義者・迷信家として知られ、毎試合前に鶏肉を口にし、毎日同時間に起床し、ちょうど150本のゴロを練習で受け、必ず午後5時17分に打撃練習に入り、午後7時17分にダッシュを行っていた。このことから「チキン・マン」というニックネームで呼ばれていた。また、守備位置とベンチの往復には必ず同じルートを通り、毎打席の前に必ず"Chai"（ヘブライ語で「命」の意）という言葉を地面に書いていた。
女癖の悪さは球界では有名で、現役時代は性生活関連でスキャンダルになることが度々あった。1985年にはある女性と愛人関係になり、スランプに陥ると「パンティをはかずに球場へ来い」と命じていたという。その女性からは1988年に感情面での苦痛を理由に約15億円の損害賠償訴訟を起こされている。また、1989年には男性誌に「彼は他の女から性病を移されたり、別の女性を妊娠させたりした」と暴露され、不倫騒動に発展した。ヤンキース時代にも性的暴行容疑で訴えられている。

### エピソード
前述のように、必ず同じ時間（17時17分）に打撃練習を始めるという行動をとっていた。あまりに規則的であったため、あるアウェー試合で、相手チームが球場の時計（デジタル）で「17時16分」を2分表示した後に「17時18分」を表示し、ボッグスを混乱させるいたずらをしたことがある。
あまりにも安打を打つボッグスに対し、1985年頃にミネソタ・ツインズが、二塁走者の有無にかかわらず、二塁ベース上に二塁手又は遊撃手が入り、投球と同時に移動するシフトを取ったことがある。白いユニフォームの選手が投球と同時に動くことで、球を見にくくするという作戦だった。すぐに審判によって禁止されたが、本人はこのシフトについて「面白い」とコメントしている。
1981年4月18日、マッコイ・スタジアムで行われたロチェスター・レッドウイングス対ポータケット・レッドソックスの試合は、サスペンデッドを挟んで延長33回サヨナラで決着が付いたアメリカのプロ野球史上最長の試合である。マイナー時代のボッグスはこの試合にポータケットの6番・サードとしてフル出場しており、12打数4安打を記録している。因みロチェスターの3番・ショートとしてカル・リプケン・ジュニアもこの試合にフル出場している。

## 詳細情報

### 年度別打撃成績
| 年 度     | 球 団     | 試 合 | 打 席 | 打 数 | 得 点 | 安 打 | 二 塁 打 | 三 塁 打 | 本 塁 打 | 塁 打 | 打 点 | 盗 塁 | 盗 塁 死 | 犠 打 | 犠 飛 | 四 球 | 敬 遠 | 死 球 | 三 振 | 併 殺 打 | 打 率 | 出 塁 率 | 長 打 率 | O P S |
| --------- | --------- | ----- | ----- | ----- | ----- | ----- | -------- | -------- | -------- | ----- | ----- | ----- | -------- | ----- | ----- | ----- | ----- | ----- | ----- | -------- | ----- | -------- | -------- | ----- |
| 1982      | BOS       | 104   | 381   | 338   | 51    | 118   | 14       | 1        | 5        | 149   | 44    | 1     | 0        | 4     | 4     | 35    | 4     | 0     | 21    | 9        | .349  | .406     | .441     | .847  |
| 1983      | BOS       | 153   | 685   | 582   | 100   | 210   | 44       | 7        | 5        | 283   | 74    | 3     | 3        | 3     | 7     | 92    | 2     | 1     | 36    | 15       | .361  | .444     | .486     | .930  |
| 1984      | BOS       | 158   | 726   | 625   | 109   | 203   | 31       | 4        | 6        | 260   | 55    | 3     | 2        | 8     | 4     | 89    | 6     | 0     | 44    | 13       | .325  | .407     | .416     | .823  |
| 1985      | BOS       | 161   | 758   | 653   | 107   | 240   | 42       | 3        | 8        | 312   | 78    | 2     | 1        | 3     | 2     | 96    | 5     | 4     | 61    | 20       | .368  | .450     | .478     | .928  |
| 1986      | BOS       | 149   | 693   | 580   | 107   | 207   | 47       | 2        | 8        | 282   | 71    | 0     | 4        | 4     | 4     | 105   | 14    | 0     | 44    | 11       | .357  | .453     | .486     | .939  |
| 1987      | BOS       | 147   | 667   | 551   | 108   | 200   | 40       | 6        | 24       | 324   | 89    | 1     | 3        | 1     | 8     | 105   | 19    | 2     | 48    | 13       | .363  | .461     | .588     | 1.049 |
| 1988      | BOS       | 155   | 719   | 584   | 128   | 214   | 45       | 6        | 5        | 286   | 58    | 2     | 3        | 0     | 7     | 125   | 18    | 3     | 34    | 23       | .366  | .476     | .490     | .966  |
| 1989      | BOS       | 156   | 742   | 621   | 113   | 205   | 51       | 7        | 3        | 279   | 54    | 2     | 6        | 0     | 7     | 107   | 19    | 7     | 51    | 19       | .330  | .430     | .449     | .879  |
| 1990      | BOS       | 155   | 713   | 619   | 89    | 187   | 44       | 5        | 6        | 259   | 63    | 0     | 0        | 0     | 6     | 87    | 19    | 1     | 68    | 14       | .302  | .386     | .418     | .804  |
| 1991      | BOS       | 144   | 641   | 546   | 93    | 181   | 42       | 2        | 8        | 251   | 51    | 1     | 2        | 0     | 6     | 89    | 25    | 0     | 32    | 16       | .332  | .421     | .460     | .881  |
| 1992      | BOS       | 143   | 598   | 514   | 62    | 133   | 22       | 4        | 7        | 184   | 50    | 1     | 3        | 0     | 6     | 74    | 19    | 4     | 31    | 10       | .259  | .353     | .358     | .711  |
| 1993      | NYY       | 143   | 644   | 560   | 83    | 169   | 26       | 1        | 2        | 203   | 59    | 0     | 1        | 1     | 9     | 74    | 4     | 0     | 49    | 10       | .302  | .378     | .363     | .741  |
| 1994      | NYY       | 97    | 434   | 366   | 61    | 125   | 19       | 1        | 11       | 179   | 55    | 2     | 1        | 2     | 4     | 61    | 3     | 1     | 29    | 10       | .342  | .433     | .489     | .922  |
| 1995      | NYY       | 126   | 541   | 460   | 76    | 149   | 22       | 4        | 5        | 194   | 63    | 1     | 1        | 0     | 7     | 74    | 5     | 0     | 50    | 13       | .324  | .412     | .422     | .834  |
| 1996      | NYY       | 132   | 574   | 501   | 80    | 156   | 29       | 2        | 2        | 195   | 41    | 1     | 2        | 1     | 5     | 67    | 7     | 0     | 32    | 10       | .311  | .389     | .389     | .778  |
| 1997      | NYY       | 103   | 407   | 353   | 55    | 103   | 23       | 1        | 4        | 140   | 28    | 0     | 1        | 2     | 4     | 48    | 3     | 0     | 38    | 3        | .292  | .373     | .397     | .770  |
| 1998      | TB        | 123   | 483   | 435   | 51    | 122   | 23       | 4        | 7        | 174   | 52    | 3     | 2        | 0     | 2     | 46    | 6     | 0     | 54    | 13       | .280  | .348     | .400     | .748  |
| 1999      | TB        | 90    | 334   | 292   | 40    | 88    | 14       | 1        | 2        | 110   | 29    | 1     | 0        | 0     | 4     | 38    | 2     | 0     | 23    | 14       | .301  | .377     | .377     | .754  |
| MLB：18年 | MLB：18年 | 2439  | 10740 | 9180  | 1513  | 3010  | 578      | 61       | 118      | 4064  | 1014  | 24    | 35       | 29    | 96    | 1412  | 180   | 23    | 745   | 236      | .328  | .415     | .443     | .858  |

- 各年度の太字はリーグ最高

### 年度別投手成績
| 年 度    | 球 団    | 登 板 | 先 発 | 完 投 | 完 封 | 無 四 球 | 勝 利 | 敗 戦 | セ 丨 ブ | ホ 丨 ル ド | 勝 率 | 打 者 | 投 球 回 | 被 安 打 | 被 本 塁 打 | 与 四 球 | 敬 遠 | 与 死 球 | 奪 三 振 | 暴 投 | ボ 丨 ク | 失 点 | 自 責 点 | 防 御 率 | W H I P |
| -------- | -------- | ----- | ----- | ----- | ----- | -------- | ----- | ----- | -------- | ----------- | ----- | ----- | -------- | -------- | ----------- | -------- | ----- | -------- | -------- | ----- | -------- | ----- | -------- | -------- | ------- |
| 1997     | NYY      | 1     | 0     | 0     | 0     | 0        | 0     | 0     | 0        | --          | ----  | 4     | 1.0      | 0        | 0           | 1        | 0     | 0        | 1        | 0     | 0        | 0     | 0        | 0.00     | 1.00    |
| 1999     | TB       | 1     | 0     | 0     | 0     | 0        | 0     | 0     | 0        | 0           | ----  | 7     | 1.1      | 3        | 0           | 0        | 0     | 0        | 1        | 0     | 0        | 1     | 1        | 6.75     | 2.25    |
| MLB：2年 | MLB：2年 | 2     | 0     | 0     | 0     | 0        | 0     | 0     | 0        | *0          | ----  | 11    | 2.1      | 3        | 0           | 1        | 0     | 0        | 2        | 0     | 0        | 1     | 1        | 3.86     | 1.71    |

- 「-」は記録なし
- 通算成績の「*数字」は不明年度があることを示す

### 年度別守備成績
投手守備
| 年 度 | 球 団 | 投手（P） | 投手（P） | 投手（P） | 投手（P） | 投手（P） | 投手（P） |
| 年 度 | 球 団 | 試 合     | 刺 殺     | 補 殺     | 失 策     | 併 殺     | 守 備 率  |
| ----- | ----- | --------- | --------- | --------- | --------- | --------- | --------- |
| 1997  | NYY   | 1         | 0         | 0         | 0         | 0         | ----      |
| 1999  | TB    | 1         | 0         | 0         | 0         | 0         | ----      |
| MLB   | MLB   | 2         | 0         | 0         | 0         | 0         | ----      |

内野守備
| 年 度 | 球 団 | 一塁（1B） | 一塁（1B） | 一塁（1B） | 一塁（1B） | 一塁（1B） | 一塁（1B） | 三塁（3B） | 三塁（3B） | 三塁（3B） | 三塁（3B） | 三塁（3B） | 三塁（3B） |
| 年 度 | 球 団 | 試 合      | 刺 殺      | 補 殺      | 失 策      | 併 殺      | 守 備 率   | 試 合      | 刺 殺      | 補 殺      | 失 策      | 併 殺      | 守 備 率   |
| ----- | ----- | ---------- | ---------- | ---------- | ---------- | ---------- | ---------- | ---------- | ---------- | ---------- | ---------- | ---------- | ---------- |
| 1982  | BOS   | 49         | 460        | 49         | 3          | 40         | .994       | 44         | 28         | 119        | 5          | 11         | .967       |
| 1983  | BOS   | -          | -          | -          | -          | -          | -          | 153        | 118        | 368        | 27         | 40         | .947       |
| 1984  | BOS   | -          | -          | -          | -          | -          | -          | 156        | 141        | 330        | 20         | 30         | .959       |
| 1985  | BOS   | -          | -          | -          | -          | -          | -          | 161        | 134        | 335        | 17         | 30         | .965       |
| 1986  | BOS   | -          | -          | -          | -          | -          | -          | 149        | 121        | 267        | 19         | 30         | .953       |
| 1987  | BOS   | 1          | 1          | 0          | 0          | 0          | 1.000      | 145        | 111        | 277        | 14         | 37         | .965       |
| 1988  | BOS   | -          | -          | -          | -          | -          | -          | 151        | 122        | 250        | 11         | 17         | .971       |
| 1989  | BOS   | -          | -          | -          | -          | -          | -          | 152        | 123        | 264        | 17         | 29         | .958       |
| 1990  | BOS   | -          | -          | -          | -          | -          | -          | 152        | 108        | 241        | 20         | 18         | .946       |
| 1991  | BOS   | -          | -          | -          | -          | -          | -          | 140        | 89         | 276        | 12         | 34         | .968       |
| 1992  | BOS   | -          | -          | -          | -          | -          | -          | 117        | 70         | 229        | 15         | 23         | .952       |
| 1993  | NYY   | -          | -          | -          | -          | -          | -          | 134        | 75         | 311        | 12         | 29         | .970       |
| 1994  | NYY   | 4          | 26         | 4          | 0          | 2          | 1.000      | 93         | 40         | 214        | 10         | 19         | .962       |
| 1995  | NYY   | 9          | 45         | 5          | 0          | 4          | 1.000      | 117        | 69         | 193        | 5          | 11         | .981       |
| 1996  | NYY   | -          | -          | -          | -          | -          | -          | 123        | 62         | 201        | 7          | 24         | .974       |
| 1997  | NYY   | -          | -          | -          | -          | -          | -          | 76         | 42         | 140        | 4          | 15         | .978       |
| 1998  | TB    | -          | -          | -          | -          | -          | -          | 78         | 52         | 131        | 5          | 12         | .973       |
| 1999  | TB    | 4          | 32         | 0          | 0          | 3          | 1.000      | 74         | 45         | 100        | 9          | 14         | .942       |
| MLB   | MLB   | 67         | 564        | 58         | 3          | 49         | .995       | 2215       | 1550       | 4246       | 229        | 423        | .962       |

外野守備
| 年 度 | 球 団 | 左翼（LF） | 左翼（LF） | 左翼（LF） | 左翼（LF） | 左翼（LF） | 左翼（LF） |
| 年 度 | 球 団 | 試 合      | 刺 殺      | 補 殺      | 失 策      | 併 殺      | 守 備 率   |
| ----- | ----- | ---------- | ---------- | ---------- | ---------- | ---------- | ---------- |
| 1982  | BOS   | 1          | 1          | 0          | 0          | 0          | 1.000      |
| MLB   | MLB   | 1          | 1          | 0          | 0          | 0          | 1.000      |

- 各年度の太字はリーグ最高
- 各年度の太字年はゴールドグラブ賞受賞

### タイトル
- 首位打者：5回（1983年、1985年 - 1988年）

### 表彰
- シルバースラッガー賞（三塁手部門）：8回（1983年、1986年 - 1989年、1991年、1993年、1994年）
- ゴールドグラブ賞（三塁手部門）：2回（1994年、1995年）

### 記録
- MLBオールスターゲーム選出：12回（1985年 - 1996年）

### 背番号
- 26（1982年 - 1992年）※ボストン・レッドソックスの永久欠番
- 12（1993年 - 1999年）※タンパベイ・レイズの永久欠番